# Hilmar Wäckerle
Hilmar Wäckerle, född 24 november 1899 i Forchheim, död 2 juli 1941 i Lemberg, var en tysk SS-officer. Han var koncentrationslägret Dachaus förste kommendant.

## Biografi
Från augusti 1917 till första världskrigets slut tillhörde Wäckerle 2. Königlich Bayerisches Infanterie-Regiment „Kronprinz“. År 1918 blev han sårad och kunde inte återvända till aktiv tjänst. Efter kriget var han medlem av olika frikårer, bland annat Freikorps Oberland. Han gick in i Nationalsocialistiska tyska arbetarepartiet (NSDAP) 1922 och blev därmed en av partiets "gamla kämpar" och dekorerades senare med Blodsorden. Från 1921 till 1924 studerade Wäckerle agronomi vid Münchens tekniska universitet och var där kurskamrat med Heinrich Himmler.
I november 1923 deltog Wäckerle i Adolf Hitlers ölkällarkupp i München och var i januari året därpå även involverad i mordet på Franz Josef Heinz, separatist och premiärminister i det av Frankrike administrerade Saar. Efter detta lämnade Wäckerle momentant politiken och ägnade sig åt boskapsuppfödning.
I mars 1933 öppnade nazisterna koncentrationslägret Dachau för att hysa politiska fångar, främst kommunister, från fängelserna i Landsberg am Lech samt Neudeck och Stadelheim i München. Heinrich Himmler, som nu var Reichsführer-SS, utsåg Wäckerle till lägrets kommendant. I lägret införde Wäckerle särskilda bestämmelser för ståndrättsförfarande. Han instiftade en lägerdomstol med sig själv som ordförande och avkunnade en rad dödsdomar. Dessa förhållanden blev allmänt kända och föranledde Münchens åklagarämbete att ta upp saken. Det framkom att Wäckerle självsvåldigt hade låtit mörda interner. Franz von Epp, som av Hitler hade utnämnts till riksståthållare i Bayern, sammankallade då ett möte med bland andra Himmler och denne övertalades att byta ut Wäckerle.
Wäckerle, som efterträddes av Theodor Eicke, kommenderades till 1. SS-Standarte, ett SS-regemente med säte i München, och blev stabschef vid SS-Abschnitt X, det vill säga 10:e SS-distriktet med högkvarter i Stuttgart. Efter att ha tjänstgjort inom SS-Verfügungstruppe under flera år blev Wäckerle medlem i Waffen-SS och ledde en bataljon som bröt igenom Grebbelinjen i Nederländerna i samband med Frankrikefälttåget 1940. Den 22 juni 1941 inledde Tyskland Operation Barbarossa, anfallet på den tidigare bundsförvanten Sovjetunionen, och Wäckerle stred då i 5. SS-Panzer-Division Wiking. Han stupade i närheten av Lemberg tio dagar senare.

## Befordringshistorik
- SS-Sturmführer: 25 augusti 1932 (Efter de långa knivarnas natt 1934 fick graden benämningen SS-Untersturmführer.)
- SS-Sturmhauptführer: 30 januari 1933 (Efter de långa knivarnas natt 1934 fick graden benämningen SS-Hauptsturmführer.)
- SS-Sturmbannführer: 1 mars 1934
- SS-Obersturmbannführer: 13 september 1936
- SS-Standartenführer: 21 augusti 1940